# لويلا ماكسام
لولا ماكسام (10 يونيو 1891 - 3 سبتمبر 1970) ممثلة أمريكية قدمت أكثر من 50 فيلم صامت من عام 1913 حتى عام 1921. أغلب ظهورها كان تمثيلها في السينما الكوميدية والغرب، وأبرزها تم تحديدها في عام 1915 على أنها "سيدة رائدة" في سلسلة من الأفلام القصيرة بطولة توم ميكس ، الذي تم الترويج له خلال عصور السينما الصامت والصوتية المبكرة على أنه "ملك رعاة البقر في هوليوود".
كانت رائدة في أفلام أخرى لاستوديوهات مختلفة، بما في ذلك العديد من الإنتاجات التي تتميز بنجمة رعاة البقر  الأخرى، بعد مغادرتها التمثيل ، عملت ماكسام في حكومة المقاطعة والبلدية في كاليفورنيا، بما في ذلك الخدمة في قسم شرطة بوربانك ، حيث تم تعيينها في عام 1943 كأول "شرطية" في تلك المدينة.